# Кордонівка
Кордо́нівка — село в Україні, у Ружинській селищній громаді Бердичівського району Житомирської області.

## Історія
З 1991 року село Кордонівка в складі незалежної України.
Колишній орган місцевого самоврядування — Дерганівська сільська рада.

## Населення
За переписом населення 2001 року в селі мешкало 48 осіб.
Село відоме тим, що п'ята частина його населення — поляки (у цьому воно поступається лише кільком селам Львівщини).

### Мова
Розподіл населення за рідною мовою за даними перепису 2001 року:
| Мова       | Відсоток |
| ---------- | -------- |
| українська | 66,67 %  |
| польська   | 33,33 %  |

## Транспорт
За 3 км від села розташована залізнична станція Чернячий Хутір, де зупиняються приміські дизель-поїзди «Козятин-Погребище», «Козятин-Жашків» та «Козятин-Христинівка».